# Коссова, Нина Алексеевна
Ни́на Алексе́евна Ко́ссова (род. 9 июня 1935, Ленинград) — советская легкоатлетка. Мастер спорта СССР (1951).

## Биография
На Олимпиаде в Хельсинки в 1952 году, которая стала для СССР первой в истории, выступала в прыжках в высоту. В финале прыгнула на 1,58 и заняла седьмое место.
Стала самой юной участницей Олимпиады в команде СССР. Во время соревнований ей было 17 лет и 49 дней.
Окончила Ленинградский институт точной механики и оптики в 1960 году. Затем работала инженером и старшим инженером ЦНИИ «Гранит» в Ленинграде с 1960 по 1966 год, инженером и старшим инженером-программистом в Военно-медицинской академии имени С. М. Кирова с 1966 по 1990 год.